# Понизовский, Борис Юрьевич
Борис Юрьевич Понизовский (3 июля 1930, Ленинград — 3 июня 1995, там же) — театральный деятель и теоретик, художник, скульптор, режиссёр театра «ДаНет».

## Биография
Родился 3 июля 1930 года в еврейской семье в Ленинграде на улице Герцена 34 в квартире 1, где жил все годы (за исключением лет эвакуации).
Отец — Юрий Павлович Понизовский — петроградец. Ювелир, служащий стекольного треста, пианист-любитель, коллекционер русских импрессионистов (по словам матери). Мать — Цицилия Захаровна — из Белоруссии. Домохозяйка. Обладала меццо-сопрано, приглашалась на радио. Художница-график, училась у академика Пэна. Эстетические интересы родителей определили воспитание мальчика Бориса.

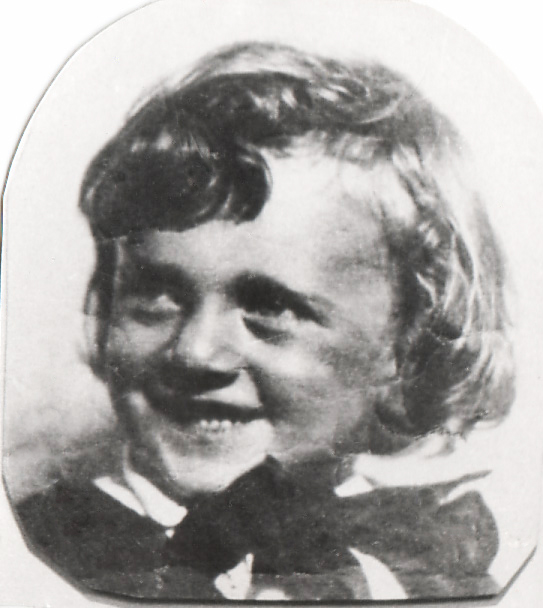
Борис Понизовский в детстве

В 1935 году отдан в обучение живописи.
В 1938 году определён в 1-й класс.
В 1941 году был эвакуирован со школой в Борисоглебск под Ярославлем, перевезли в Голышманово под Омск. Бежал из интерната, затем был возвращён.
Организовал театральный кружок. Ставил в нём и играл.
1 мая 1942 года в блокаду умирает отец. Мать — в начальницах группы самозащиты их дома — в августе из города её вывозят тяжело больной. В октябре она находит сына и забирает его в татарский городок Каргат.
В 1943 году они в Кривощёково — окраине Новосибирска. Он там капитан тимуровской команды. Театр «Красный факел» уступает здание ленинградскому театру имени Пушкина, переезжает в Кривощёково. Мать дружит с театром, служит бухгалтером в домах, где поселены актёры, в чём-то выручает их. Её сын взят в студию театра к педагогу Левандовской.
С 1945 года в Ленинграде. Играет в студии актёра Андреевского из театра имени Пушкина, посещал библиотеку и натурный класс Академии Художеств, мастерские скульпторов Крестовского и Симонова в доме Союза Художников. Уроки брал за разминание глины, гипсовую формовку и позирование. Влияние в 1946 году оказали контакты с художниками Рудаковым, Альтманом, критическое внимание к его бумагам графика Г. Верейского.
В разгар экзаменов бросил 8 класс в 1945 и вечернюю школу в 1947 году. Работал на кинокопировальной фабрике контролёром плёнок. По ходатайству Д. Д. Шостаковича ему разрешали сидеть на репетициях первого состава филармонического оркестра. При вакансии — пришёл учеником печатника-хромолитографа в эстампную мастерскую Союза Художников.

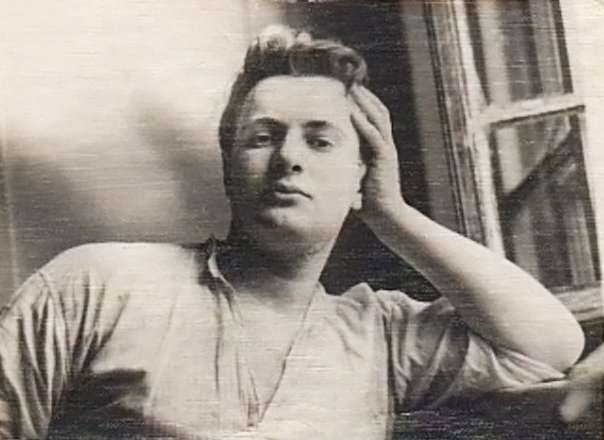
Борис Понизовский в госпитале

1949 год — ампутация ног, госпитализация до 1951 года. Женитьба без оформления брака на Т. Скуй — студентке университета. Искусствоведка, знаток итальянского языка. Жили в родительских домах.
1953 год — женитьба на В. Иерихоновой, студентке редакторского факультета. Заработки по трудовым соглашениям: печатанье в четыре руки на машинке рукописей из Внешнего отдела Публичной библиотеки, копирование чертежей, корректура из технического издательства, редактирование брошюр овощеводов, в соавторстве сценариями на телевидении, радио, киностудии научно-популярных фильмов, архитектурным макетированием. С 1956 года выполнял заказы на прикладные работы: эскизы общественных интерьеров.

### Теория театра
1956 год — собирает книгу «О семиотике подмостков». Его увлекает семейственность времени, пространства и персонажа, их взаимомимикрия. В 1958 и 1961 году жена реагирует на сигналы внимания КГБ и передает несколько корзинок и чемодан с его рукописями в доверительные для неё семьи, о которых он, по её мнению, не должен был знать.
1962 год. По инициативе поэта Сапгира и художника Есаяна в Москве первая выставка и продажа эскизов. Есть возможность поехать писать на зимний Кавказ. Свадебное путешествие с Л. Мартюк, студийкой в театре Г. Товстоногова.
1963 год — рождение сына Филиппа. Заказ Союзторгрекламы — сценарии рекламных фильмов.
1967 год — сценарист и сорежиссёр ведомственной документальной ленты «Хозяева моих забот» для Всесоюзной конференции работников коммунального хозяйства при Ленгорисполкоме.
1969 год — По предложению директора Эрмитажного театра опробована модель театра — спутника иностранных выставок. К выставке «Французский романтизм» по линии ВТО (сейчас СТД) с актёрами государственных театров, дипломниками ЛГИТМиК и художником И. Диментом в качестве режиссёра по движению поставлена комедия де Мюссе «Фантазио».
1970 год — По заказу экспериментальной студии электронной музыки в Москве исполнил режиссёрский сценарий цвето-музыкального абстрактного панно для ВДНХ, посвященного столетию Ленина. Неделя интереса Ю. Любимова к теоретическим выкладкам Б. Понизовского.
1971 год — женитьба на Н. Кудряшевой. Театровед, научный сотрудник НИО ЛГИТМиК. В доме ученицы, театроведа Т. Жаковской значительное для него знакомство с авантюрного склада человеком, ещё не знавшим, что он заразится театром — М. Хусидом.
1973 год — Сорежиссёр М. Хусида и художник постановки по пьесе Штока «Божественная комедия» для театра кукол во Львове.
1975 год — Постановка пространственной музыки А. Кнайфеля в ленинградской филармонии. В 1977 году повторение на фестивале советской авангардистской музыке в Таллине. В 1978 году — на творческом вечере композитора в Москве.
1976 год — Участник Всесоюзной выставки художников театра кукол на Московском Конгрессе УНИМА (международного союза деятелей театра марионеток). Русская труппа уходит из Львова, по совету М. Хусида, с ним в Курган (Южное Зауралье). М. Хусид настаивает, чтобы Б. Понизовский приехал в театр. Последовательно или одновременно он занимает в театре «Гулливер» должности заведующего литературной и музыкальной части, очередного режиссёра. После ухода М. Хусида он мастер курса актёрского отделения музыкального училища. Открыта методика бессловесного спонтанного воспитания актёров театра драмы и кукол. За два с половиной месяца студийного марафона на глазах публики найдено 273 этюда в работе с предметом. Поездки с уроками фантазии в Москву и Ленинград. Женитьба без оформления брака на О. Борисовой. Художник-археолог.
1977 год — на фестивале театров кукол в Тюмени наряду с постановкой М. Хусида постановка Б. Понизовского оперы С. Баневича «Мальчик и ночь» (16-минутная опера в действии на полтора часа).
(Опыт этой постановки истолкован в брошюре издательства «Знание» — «В театре кукол» 1978 года и в книге того же автора Н. И. Смирновой «Искусство играющих кукол» издательства «Искусство» 1983 года)… В Ленинградской филармонии за одну ночь проделана работа над чтецким текстом для оркестра и режиссура сюиты А. Кнайфеля «Петроградские воробьи» к фестивалю «Ленинградская весна». Ранним утром музыковеды отменили режиссуру, чтобы не создавать прецедент. С оставшимся текстом исполнение имело успех.
1978 год — в Кургане рождение дочери Ксении. В этом же году Б. Понизовский — участник выставки «Художники советского театра кукол» в Праге.

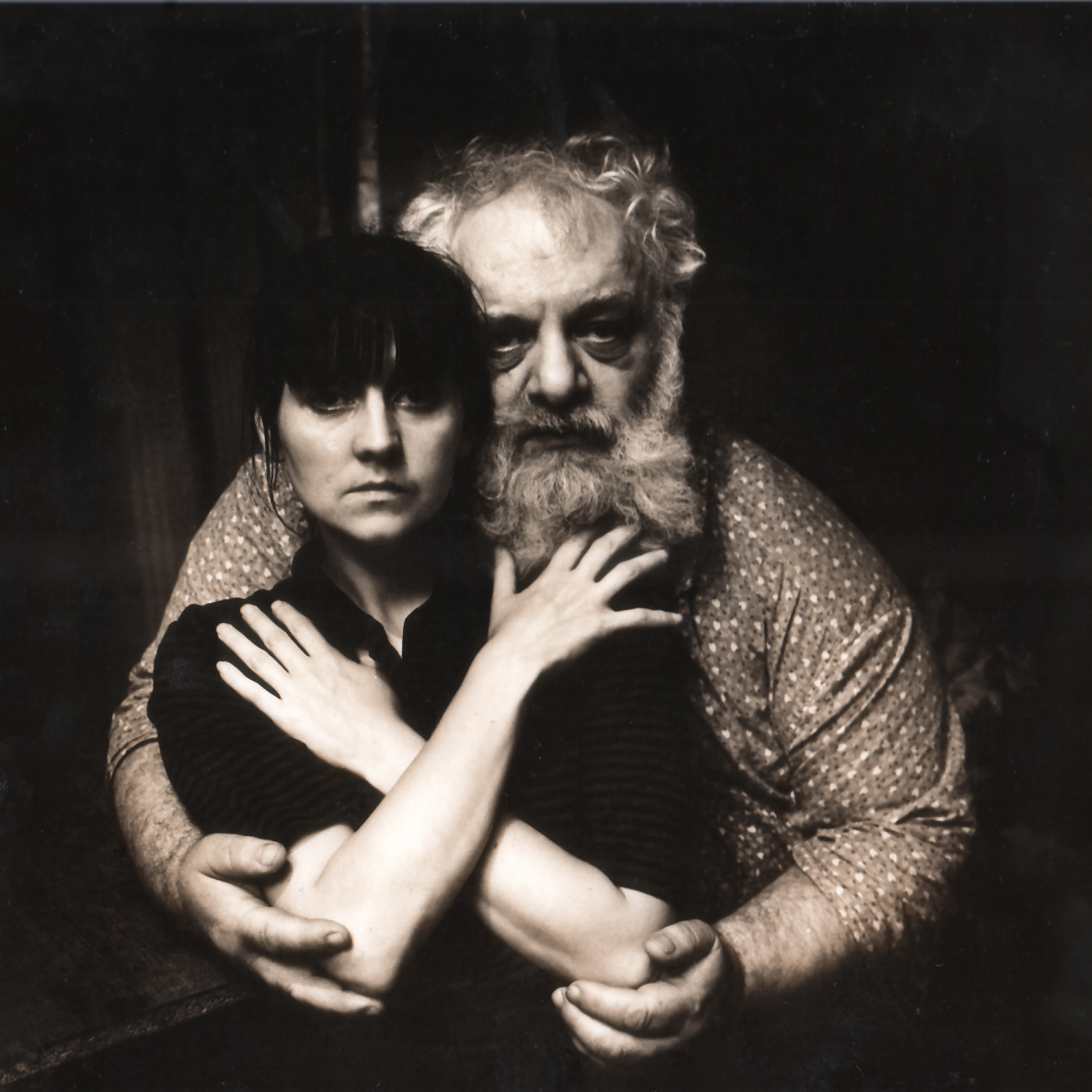
Борис Понизовский и Галина Викулина

1979 год — На фестивале театров кукол в Уфе театр «Гулливер» не участвовал. Внеконкурсный показ тюменской актрисой Н. Гребенниковой (женой М. Хусида) моноспектакля по одному из «Мимиамбов» Герода (Древняя Греция, 3-й век до нашей эры), поставленного Б. Понизовским, имел признание.
Женитьба на Г. Викулиной — студийке театра «Гулливер». В дальнейшем ведущая актриса театра «ДаНет», испытательница ролей.
1980 год — На Всесоюзном фестивале внеплановых постановок драматических театров в Звенигороде и в Москве успех имели спектакли по опере С. Баневича «Мальчик и ночь» и «Ромео и Джульетта» Шекспира, поставленные Б. Понизовским.
1981 год — Б. Понизовский уехал в отпуск в Ленинград и уволился из «Гулливера». Неожиданно его ученики тоже уволились из «Гулливера» и приехали к нему. Какой-то выход был в создании «Частной труппы». Имея возможность показа не более чем пятнадцати зрителям, труппа выступила за два сезона перед 8161 зрителем. В 1982 году — по просьбе В. Полунина перед труппой «Лицедеев». Предложение В. Полунина поставить у него спектакль и преподавать в студии не могло быть реализовано из-за третьего высокого этажа, на котором тогда располагался зал «Лицедеев». Выступали по приглашениям перед труппами гастролировавших в Ленинграде театров. В 1982 году по договору с театром Выборга написал для одного из спектаклей музыку песен.

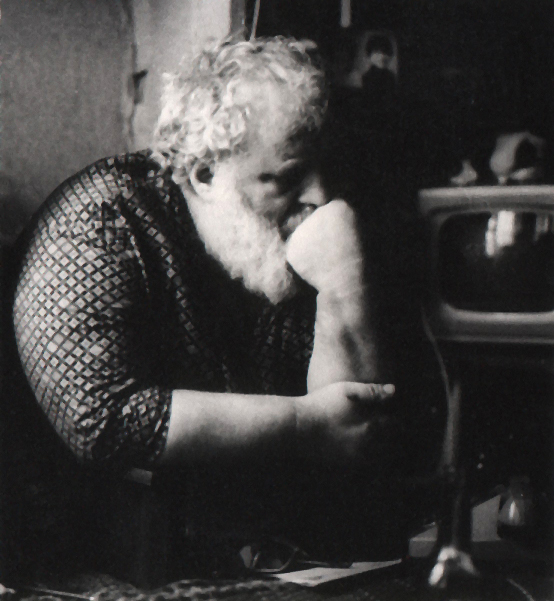
Борис Понизовский в квартире на ул. Герцена

С 1981 года «Частная труппа» пропагандировала поиск в языке.
С 1983 по 1987 годы режиссёр и актёры «Частной труппы» воспитывали на окраине города детский театр «Да-да-да». Труппа взрослых актёров под названием «ДаНет» на хозрасчете с 1988 года — приняла новых художников и актёров.
1988 год — презентация театра «ДаНет» в Доме Дружбы. В зале секретари двух десятков отделений общества «Италия — СССР» из разных городов. Успех. Приглашение в города Лукка и Пьяченца. Отсутствие помещения, в котором бы сохранились материалы и реквизит театра, хлопоты о помещении не дали поехать…
Среди актёров, занятых в спектаклях театра «ДаНет», была 17-летняя Яна Тумина, в будущем режиссёр, лауреат премий «Золотая маска» и «Золотой софит».
1989 год — рождение сына Матвея.
1990 год — из театра «ДаНет» выявился новый театр «Группа АХЕ» из трех художников «ДаНет».
1991 год — В мае прошли гастроли в ФРГ: «ИЗ ТЕАТРАЛЬНОЙ ТИШИНЫ НА ЯЗЫКЕ ФАРСА» (вариант для 2 актёров), акция «АХЕ» и выставка офортов и масок двух из четырёх художников театра «ДаНет». Рецензии об одухотворенной технике и ошеломляющей простотой фантазии с предметами. В июле в «ДаНет» приняты молодые режиссёр и актёры, нашедшие друг друга для создания своего театра под названием «Никто не знает». «ДаНет» будет выращивать ещё один коллектив, для лаборатории им отдан антураж «ДаНет»…
Продолжаются репетиции с текстом А. Стриндберга, с пьесой японского драматурга Б. Минору.
Готовятся эскизы для 8 монологов «Мимиамбов» (моноспектакль) Ждут антуража моноспектакль о любви из рассказа Д. Верга «Волчица» и пьеса москвича Ю. Волкова «Пенелопа». Подготавливаются эскизы по тексту повести африканца Тутуолы «Путешествие в город мертвых» и «Средневековых французских фарсов». Ждет художника пьеса Н. Самвеляна «Ночная гостья».
У Б. Понизовского проходит в Амстердаме в галерее «Ра» выставка-продажа двенадцати миниатюр (брошей). Партия из пятидесяти миниатюр взята в Москву для выставки-продажи в Южной Корее.
Продолжается борьба за принадлежащее с 1989 года театру помещение.

## Память

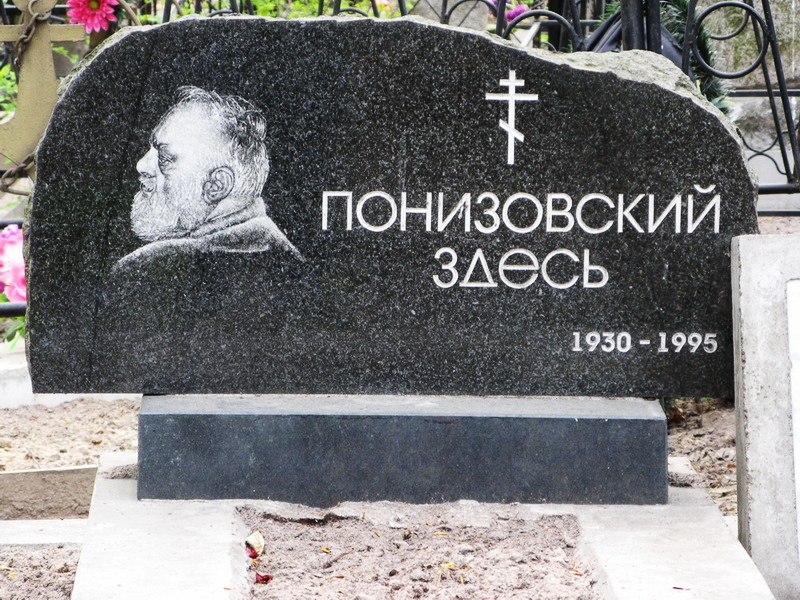
Памятник на Волковском кладбище

Скончался 3 июня 1995 года. На надгробном камне он изображён, как он сам описал в эпиграфе к автобиографии, названной им «Естественность»: 

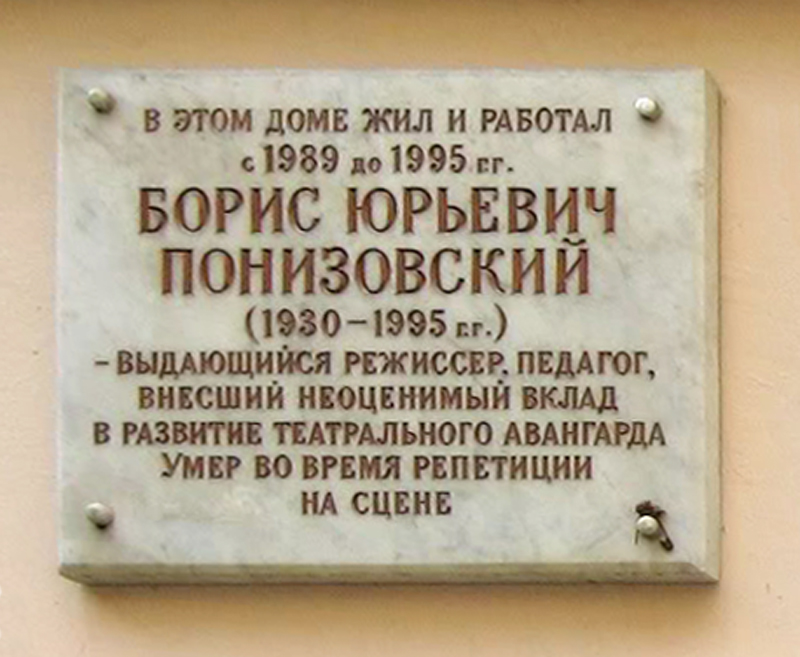
Мемориальная доска на Пушкинской ул., дом 10

Давно он их просил:

на могильном камне нацарапайте

меня спиной к вашим глазам